# Hanna Kiep
Hanna Kiep, geborene Alves (* 10. Februar 1904 in Braunschweig; † 22. August 1979 in Pullach) war eine deutsche Juristin, Diplomatin und Funktionärin des Deutschen Roten Kreuzes (DRK). Während der Zeit des Nationalsozialismus gehörte sie dem regimekritischen Solf-Kreis an.

## Leben
Kiep studierte nach dem Abschluss ihrer Schullaufbahn Rechts- und Staatswissenschaft an den Universitäten Berlin, Oxford und Genf. Zeitgleich absolvierte sie eine Ausbildung zur Dolmetscherin und absolvierte Hauswirtschaftskurse. Sie heiratete 1925 den Diplomaten Otto Kiep, das Paar bekam zwei Töchter und einen Sohn. Aufgrund der Diplomatentätigkeit ihres Mannes lebte die Familie in den USA, Großbritannien, Ostasien und Südamerika.
Während des Zweiten Weltkrieges lebte die Familie Kiep in Berlin und gehörte dem regimekritischen Solf-Kreis an. Diese Gruppe wurde durch den Gestapospitzel Paul Reckzeh denunziert. Im Januar 1944 wurden die Kieps festgenommen. Otto Kiep wurde wegen Hochverrat angeklagt, vom Volksgerichtshof zum Tode verurteilt und im August 1944 hingerichtet. Sie selbst wurde im KZ Ravensbrück mit weiteren weiblichen Angehörigen des Solf-Kreises inhaftiert und später nach einem Freispruch aus dem KZ entlassen. Ihr Sohn starb bei Kampfhandlungen.
Nach Kriegsende war sie bei der Errichtung einer Zivilverwaltung in der Amerikanischen Besatzungszone tätig. Ab 1946 gehörte die sozial engagierte Frau dem Vorstand des DRK an, war für die Weltorganisation der Mütter aller Nationen und den Deutschen Hausfrauenverband tätig. Nach Gründung der Bundesrepublik Deutschland wechselte sie 1949 in den diplomatischen Dienst und war von 1951 bis 1969  Frauenreferentin beim deutschen Generalkonsulat in New York. Mit der Einrichtung dieser Stelle sollte die Kooperation mit den einflussreichen amerikanischen Frauenverbänden intensiviert werden, um die Gleichberechtigung voranzutreiben.

## Ehrungen
- 1969: Verdienstkreuz 1. Klasse der Bundesrepublik Deutschland